# Uszáma el-Mellúli
Uszáma el-Mellúli, franciásan Oussama Mellouli (Tunisz, 1984. február 16. –) kétszeres olimpiai bajnok tunéziai úszó.
1500 m gyorson Peking olimpiai bajnoka; a 2009-es római világbajnokságon is ő nyerte ezt a számot. A rövid pályás világbajnokságokon két aranyat szerzett: 2004-ben Indianapolisban és 2010-ben Dubajban.
2006 decemberében egy doppingtesztje pozitív eredményt mutatott, ezért utólag innen számítva 18 hónapra eltiltották, az időközben (többek között a 2007-es úszó-világbajnokságon) elért eredményeit érvénytelenítették.

## Díjai, elismerései
- Az év legjobb férfi nyílt vízi úszója (FINA) (2012)[2]